# Sprocket-Gletscher
Der Sprocket-Gletscher ist ein 5 km langer Gletscher im ostantarktischen Viktorialand. Er fließt vom Skew Peak in der Clare Range in nördlicher Richtung zum Mackay-Gletscher, den er an den Chain Moraines erreicht.
Die vom New Zealand Geographic Board im Jahr 1995 anerkannte Benennung nach einem Zahnkranz (englisch sprocket) geht auf die Benutzung von Fahrrädern als Transportmittel bei der Erkundung des Gebiets durch die Mannschaft um den neuseeländischen Glaziologen Trevor J. H. Chinn (1937–2018) zwischen 1992 und 1993 zurück.